# Riccardo Orioles
Riccardo Orioles (Milazzo, 22 dicembre 1949) è un giornalista italiano, noto per l'impegno nel contrastare la mafia e la corruzione.

## Biografia
(Riccardo Orioles, 7 gennaio 2011)
Nato a Milazzo, qui comincia negli anni settanta con il giornalismo "impegnato" in piccoli giornali locali e le prime radio libere. Assieme a Pippo Fava ha fondato nel 1982 e poi sostenuto il mensile I siciliani, edito a Catania, l'unico giornale cittadino che all'epoca denunciava le attività illecite di Cosa Nostra. Il giornale si occupava di massoneria, mafia e politica; gli autori dichiaravano di voler pubblicare inchieste rigorose, e portare alla luce ciò che la mafia per anni aveva fatto al buio. Giuseppe Fava, a un anno dalla nascita del giornale, venne ucciso dalla mafia.
Orioles, giornalista professionista dal 1983, fu il punto di riferimento più forte nella redazione dopo l'omicidio di Fava. Egli è stato inoltre tra i fondatori del settimanale Avvenimenti e caporedattore dello stesso fino al 1994. Dalla riapertura, nel 1993, fino al 1995 ha diretto I siciliani nuovi, fallito nel 1996.
Dal 1999 svolge la sua attività giornalistica scrivendo e diffondendo l'e-zine gratuita La Catena di San Libero.
Nel maggio 2006 esce Casablanca, mensile (che ha fondato e dirige) col quale continua a denunciare mafie e corruzioni. Nel corso del 2008, la redazione di Casablanca annuncia l'imminente chiusura per mancanza di fondi e, nonostante i numerosi appelli lanciati a livello nazionale, è costretta a sospendere le pubblicazioni. Parte dei giornalisti impegnati in Casablanca, insieme alle personalità più attive della società civile, dà seguito ai precedenti contenuti nel magazine online 'U cuntu.
Nel 2008 nasce il mensile I Siciliani giovani, diretto da Riccardo Orioles, che è tornato in edicola nel 2017.
Nel 2010, il mensile d'inchiesta Casablanca torna nuovamente online e viene distribuito via mail.
A ottobre 2015, Orioles rischia la radiazione dall'ordine dei giornalisti di Sicilia per morosità. Riceve la solidarietà di numerosi colleghi ed esponenti del movimento antimafia, tra cui Don Luigi Ciotti, presidente di Libera, che paga il suo debito.
È direttore responsabile di Telejato.
Nel marzo 2017 usufruisce della legge Bacchelli, anche in seguito a una petizione su change.org che ha avuto 32.000 adesioni tra cui quelle dei presidenti di Camera e Senato Laura Boldrini e Pietro Grasso.
A maggio 2017 viene affidato all'associazione I Siciliani giovani, un bene confiscato alla mafia a Catania, che viene intitolato al magistrato Giambattista Scidà.

## La catena di San Libero
La Catena di San Libero vide la sua prima diffusione il 25 ottobre 1999. Da allora è stata diffusa sempre tramite posta elettronica, e ripresa da numerosi siti Internet ed alcune testate giornalistiche.
Dal 1999 al 2004 il portale di intrattenimento Clarence ha pubblicato la Catena di San Libero all'interno della rubrica Tanto per abbaiare.

## Opere
- Mafia e P2, 2005, Mardiponente.
- Allonsanfan, 2009, Melampo Editore.
- La Catena di San Libero, 2011, Mardiponente.
- Memoria, 2016, pubblicazione indipendente.